# Urothemis thomasi
Urothemis thomasi – gatunek ważki z rodziny ważkowatych (Libellulidae).